# Dumbrava (gmina Itești)
Dumbrava – wieś w Rumunii, w okręgu Bacău, w gminie Itești. W 2011 roku liczyła 452 mieszkańców.